# Litière (véhicule)
Pour les articles homonymes, voir Litière (homonymie).

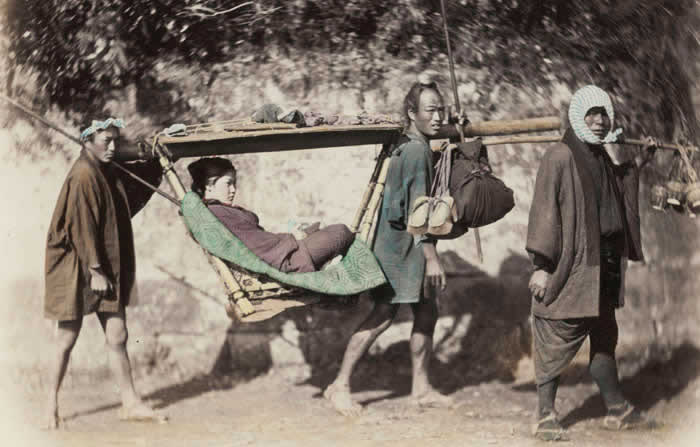
Femme portée dans un kago, Japon, photographie de Felice Beato (entre 1863 et 1877).

Une litière est une sorte de lit ordinairement couvert, porté sur des brancards par des chevaux, des mulets et quelquefois des hommes. 

## Histoire
Les Romains aisés, par exemple, se déplaçaient en litière, dont l'équivalent non européen est le palanquin.
Dans l'imagerie populaire, les rois fainéants se déplaçaient en litière, sorte de lit monté sur une plate-forme équipée de roues et tirée par des bœufs.
À la même époque, dans cette seconde moitié du VIIe siècle, le troisième concile de Braga, en l'an 675, trouva nécessaire d'ordonner que les évêques, lorsqu'ils transportaient en procession les reliques des martyrs pour les porter à l'église, devaient eux-mêmes marcher pour s'y rendre, sans pouvoir prétendre au confort d'une litière, portée par des diacres vêtus de blanc.